# Ernst Elwert (Amtmann)
Ernst Elwert (* 16. August 1729 in  Dornberg; † 4. September 1791 ebenda) war Amtmann zu Dornberg.
Ernst Elwert, der evangelischer Konfession war, heiratete am 10. August 1758 in Gießen Marianne Johannette Juliane geborene von Passern (1734–1764), die Tochter des Christian Gottlieb von Passern und der Charlotte Ebert. Er war Amtmann im Amt Dornberg. Aus der Ehe gingen folgende Kinder hervor:
- Katharine Amalie Elwert (1759–1762)
- Anselm Karl Elwert (1761–1825), Amtmann, später Landrat in Dornberg
- Katharine Amalie Philippine Jäger, geborene Elwert, verheiratet mit dem fürstlichen Kabinettsrat und Geheimer Rat in Pirmasens Karl Friedrich Jäger
- Christiane Ernestine Merck, geborene Elwert, verheiratet mit dem Apotheker der Engel-Apotheke in Darmstadt Johann Anton Merck (1756–1805)